# Sainte-Colombe (Landes)
Sainte-Colombe è un comune francese di 661 abitanti situato nel dipartimento delle Landes nella regione della Nuova Aquitania.

## Società

### Evoluzione demografica
Abitanti censiti